# アレクサンダル・ルコヴィッチ
アレクサンダル・ルコヴィッチ（セルビア語: Александар Луковић, 英語: Aleksandar Luković, 1982年10月23日 - ）は、ユーゴスラビア（現セルビア）・クラリェヴォ出身の元サッカー選手、サッカー指導者。元セルビア代表。現役時代のポジションはディフェンダー。U-19セルビア代表監督。

## 経歴
1998年にFKスロガ・クラリェヴォでプロデビュー。2000年にはレッドスター・ベオグラードへの移籍を果たした。2003-2004シーズンにはFKイェディンストヴォ・ウブに、2006年にはイタリアのアスコリ・カルチョにレンタル移籍をした。2007年1月からはウディネーゼ・カルチョにレンタル移籍で加入をし、最終的には完全移籍を果たした。
2010年7月29日、ロシアのFCゼニト・サンクトペテルブルクへ4年契約で完全移籍。2014年12月29日、ドゥシャン・アンジェルコヴィッチと共に古巣であるレッドスターに復帰することが発表された。
2016-17シーズン限りでクラブとの契約が満了。2017年7月27日に現役引退を表明した。
セルビア・モンテネグロ代表としては、2005年8月15日のポーランド戦で代表初キャップを記録。代表では主にセンターバックでプレーした。

## 代表歴

### 出場大会
- セルビア・モンテネグロ代表
- セルビア代表
  - 2010 FIFAワールドカップ

### 試合数
- 国際Aマッチ 5試合 0得点（セルビア・モンテネグロ、2005年）[3]
- 国際Aマッチ 22試合 0得点（セルビア、2006年-2012年）[3]

| セルビア・モンテネグロ代表 | 国際Aマッチ | 国際Aマッチ |
| 年                         | 出場        | 得点        |
| -------------------------- | ----------- | ----------- |
| 2005                       | 5           | 0           |
| 通算                       | 5           | 0           |

| セルビア代表 | 国際Aマッチ | 国際Aマッチ |
| 年           | 出場        | 得点        |
| ------------ | ----------- | ----------- |
| 2006         | 2           | 0           |
| 2007         | 0           | 0           |
| 2008         | 3           | 0           |
| 2009         | 7           | 0           |
| 2010         | 9           | 0           |
| 2011         | 0           | 0           |
| 2012         | 1           | 0           |
| 通算         | 22          | 0           |

## タイトル

### クラブ
レッドスター
- セルビア・スーペルリーガ : 2005-06, 2015-16
- セルビア・カップ : 2001-02, 2005-06

ゼニト
- ロシア・プレミアリーグ : 2010, 2011-12
- ロシア・スーパーカップ : 2011

### 個人
- セルビア・スーペルリーガ ベストイレブン : 2015-16